# Jamalpur
Jamalpur este un oraș situat pe malul râului Brahmaputra Veche, în regiunea Mymensingh. Este reședința districtului Jamalpur și a subdistrictului Jamalpur Sadar. Conform recensământului din 2022 din Bangladesh, populația orașului este de 158.873 de locuitori. Astfel, este al 31-lea cel mai mare oraș din Bangladesh.